# Six Flags Great Adventure
Six Flags Great Adventure é um parque temático localizado em Jackson Township, New Jersey, pertencente ao Six Flags Entertainment Corp. Ele se situa entre a cidade de Nova Iorque e Filadélfia e também contém o parque aquático Hurricane Harbor.
O parque foi inaugurado em 1974 pelo restaurateur Warner LeRoy. O Six Flags adquiriu a propriedade do parque em 1977. Atualmente, o parque contém onze áreas temáticas, três das quais sendo projetadas para crianças pequenas.
Em 30 de agosto de 2012, o Six Flags combinou os 160 acres do Great Adventure Park com os 350 acres do parque animal Wild Safari para formar o parque Great Adventure & Safari park, com 510 acres, tornando-o o maior parque temático do mundo.
As instalações do parque foram usadas para shows. Artistas famosos que se apresentaram no Six Flags Great Adventure incluem The Ramones, The Beach Boys, Heart, Kansas, Cheap Trick, Joan Jett e Alice Cooper.

## História

### Era Warner LeRoy (1974–1977)
Em 1972, o inventor Warner LeRoy desenvolveu planos de conceito para o complexo de entretenimento Great Adventure, propondo sete parques a serem construídos no complexo: um parque de diversão, um parque safári, um parque de shows, um parque floral, um complexo esportivo, um distrito de compras e um acampamento com praia e estábulos. Sua proposta também incluía planos para hotéis, que seriam conectados aos parques e poderiam se ligar a barcos, ônibus, um Sky ride e/ou monotrilho. LeRoy queria que seus parques fluíssem naturalmente pelas florestas e lagos, aproveitando o movimento de volta à natureza da época. Ele escolheu uma propriedade que pertencia à família Switlik, em uma área centralmente localizada entre a cidade de Nova Iorque e a Filadélfia. A propriedade em CR 537 tinha acesso fácil à recém-construída Interstate 195, que conectava a New Jersey central à New Jersey Turnpike (Interstate 95) e posteriormente conectaria (em 1981) à Garden State Parkway.
LeRoy colaborou com as Indústrias Hardwicke, que anteriormente construíram parques de safári no Canadá e Europa. Juntos, eles decidiram abriu os sete parques por fases em um período de mais de 5 anos. Após uma abertura somente para 4 500 convidados em 30 de junho de 1974, o complexo de entretenimento Great Adventure abriu ao público geral em 1º de junho de 1974, a um preço de US$ 10 milhões. Na época da abertura, apenas a Enchanted Forest e os parques de Safari estavam funcionando, e apesar dos planos para um complexo de sete parques, apenas esses dois parques foram criados, com os elementos dos outros cinco parques planejados sendo usados para criar a Enchanted Forest.
A Enchanted Forest foi projetada e construída para parecer como se olhasse pelos olhos de uma criança. Quase tudo foi projetado para ser maior que na vida real. Um Big Balloon (Grande Balão) era um balão de ar quente amarrado que pairava na entrada do parque e era o maior do tipo no mundo. O Log Flume era a maior atração de do tipo construída no mundo na época e foi acompanhada por um "Conestoga Wagon" gigante, um grande restaurante chamado "Best of the West" e a gigante Western Fortress, na seção Rootin' Tootin' Rip Roarin' do parque. A Giant Wheel (atual Big Wheel), então a mais alta roda-gigante do mundo, e a Freedom Fountain, então a maior fonte do mundo, localizavam-se na ponta oposta do parque. Uma das poucas atrações menores que a vida real era uma atração ao ar livre chamada Garden of Marvels. Ele usava trens G-scale LGB e barcos entre modelos de marcos americanos e recriações com escala 1/25 de castelo europeus.
Esta vila em miniatura foi uma ideia tirada do parque floral Over the Rainbow, proposto por LeRoy. Uma árvore cheia de cobras, um carrossel, carros antigos, lagoa de koi, playground de crianças (chamado Kiddie Kingdom), mini zoológico(chamado Happy Feeling) e um restaurante chamado Gingerbread Fancy (atual Granny's Country Kitchen) também foram emprestados do conceito do parque floral para criar uma seção da The Enchanted Forest. Esta seção criou a principal via do parque, chamada de Dream Street.
A Shoppe Lane recebeu o nome de um parque proposto chamado "shopping extravaganza", que LeRoy havia projetado para sua propriedade. Ele emprestou seus quarteirões abertos, grandes fontes (Main Street Fountain), apresentadores de rua e lojas para a Enchanted Forest. Fairy Tales era o nome de uma loja que abriu com o parque em uma das barracas de tamanho exagerado do bazar do parque. Ela vendia animais de pelúcia e brinquedos, inclusive do Superman. Outras influências da proposta de LeRoy viriam nos anos seguintes.
Neptune's Kingdom foi um conceito de um show aquático do lado da lagoa. De seu projeto surgiu Aqua Spectacle, que abrigava apresentações de golfinhos. Hoje, o estádio conta com golfinhos mas é atualmente conhecido como Fort Independence. O Neptune's Kingdom foi projetado para funcionar do Runaway Train à Northern Star Arena, mas a maior parte de suas influências aparece na área em frente do lago do parque.
Rootin' Tootin' Ready for shootin' foi inaugurado com a Runaway Mine Train na grande abertura no Dia da Independência dos Estados Unidos. Uma pequena montanha-russa compacta chamada Big Fury foi aberta mais tarde na temporada. A Sky Ride conectava as duas pontas do parque com estações em Rootin' Tootin' Ready for shootin e Dream Street. A atração Double Sky funcionou originalmente na Feira Mundial de Nova Iorque de 1964-65. A Great Train Ride era uma pequena atração de trem que levava os visitantes por uma volta na floresta, ao invés de um destino em outro portão. Um pequeno punhado de pequenas atrações se localizavam na seção Strawberry Fair. O Fantasy Fling é mais antigo que o parque e o único sobrevivente dessas atrações menores em 2008.
A área Fun Fair foi inaugurada em 1975 com algumas novas atrações de girar, uma roda gigante menor e uma montanha-russa Schwarzkopf Jumbo Jet. A montanha-russa nunca foi aberta e foi removida no final da temporada. Um segundo brinquedo de molhar chamado Moon Flume foi construído pela Arrow Dynamics para diminuir a lotação do Log Flume. Ele foi construído na ponta oposta do parque e a estação da plataforma giratória é usada para o palco do show Wiggles atualmente. O Fortune Festival era uma nova seção de jogos que se localizava onde a seção Boardwalk existe hoje.
Uma grande parte da visão de LeRoy para o parque de diversão que nunca se tornou realidade era a inclusão de atrações no escuro. Embora "Man, Time and Space", "The Keystone Cops" e "(Alice) Down the Wishing Well" (entre outras) nunca se transformaram em realidade, a Haunted Castle Across the Moat, que foi incluída alguns anos mais tarde, foi inspirada nas salas e monstros de "Hotel Transylvania".
Em 1976, a entrada do parque foi movida para uma nova localização central, a mesma entrada ainda em uso hoje. Ela foi projetada com um centro de compras exterior chamado Liberty Court e sua arquitetura federal foi influenciada pela comemoração do bicentenário dos Estados Unidos. Um centro de compras interno chamado Avenue of States era decorado com bandeiras dos cinquenta estados dos Estados Unidos no corredor central. Seis bandeiras permanecem na Main Street atualmente. O nome Enchanted Forest do parque foi trocado para o nome principal do complexo de Great Adventure. Os nomes The Strawberry Fair e Fun Fair foram descontinuados e as atrações nessas áreas tornaram-se parte da recém-nomeada seção Enchanted Forest. Mais atrações, comidas, shows, jogos e o safári tornaram-se parte do parque. O parque tornou-se a principal atração com dezenas de atrações, shows e algumas montanhas-russas de aço (todas sendo pequenas pelos padrões de hoje e uma ainda operando). O Big Balloon, Happy Kid Ride, The Gondola, Pretty Monster, e Super Cat foram as primeiras atrações a serem removidas do parque antes de um novo proprietário fazer grandes mudanças.

### Era Penn Central / Bally's / Westray Capital (1977–1992)
Em 1977, iniciou-se a construção de uma montanha russa de aço chamada Lightnin' Loops (que foi removida em 1992). Mais tarde naquele ano, no entanto, o parque foi adquirido pelo Six Flags. Esta empresa regional de parques temáticos era controlada pela Penn Central, que possuía grandes participações nas regiões de Filadélfia e Nova Iorque. O Six Flags incluiu atrações encontradas em parques temáticos maiores como a montanha-russa de madeira chamada Rolling Thunder em 1979, The Buccaneer (um navio viking), Roaring Rapids (atual Congo Rapids, uma atração de corredeira rápida), Parachuter's Perch (atual Parachute Training Center: Edwards AFB Jump Tower) e Freefall (mais tarde Stuntman's Freefall, uma atração de primeira geração de queda livre), todas antes do décimo aniversário do parque.
Em 1980 poucas mudanças foram feitas, enquanto em 1981 o parque incluiu uma atração aquática chamada Roaring Rapids (atual Congo River Rapids). Em 1983, o parque incluiu uma atração de queda livre e em 1984 o parque incluiu uma montanha-russa chamada Sarajevo Bobsleds mas fechou e removeu a Lil' Thunder, uma montanha-russa infantil, mantendo o número de montanhas-russas em quatro.
Em 11 de maio de 1984, oito adolescentes foram mortos em um incêndio na Haunted Castle, instigando controvérsia sobre a segurança de tais atrações. Após o incidente, novas leis de segurança contra incêndio foram aprovadas para parques de diversão, casas de diversão e atrações no escuro.
Em 1986, houve a inclusão de uma segunda montanha-russa com looping e a quinta montanha-russa do parque, Ultra Twister, com espirais e viradas. A atração foi construída próximo ao Rolling Thunder, parcialmente tirando o tema de Velho Oeste da área. Outra atração com água chamada Splashwater Falls (que se tornou Movietown Water Effect em 1992 e desde então foi removida) foi incluída. A nova inclusão foi feita devido à diminuição do público desde o incêndio do Haunted Castle, e o parque percebeu que as novas inclusões eram necessárias para o parque se manter vivo.
O público diminuiu ainda mais quando um acidente aconteceu na montanha-russa Lightning Loops. Uma adolescente foi atirada do trem porque ela estava sentada do lado errado de sua restrição no ombro. Após o acidente, novas medidas de segurança foram tomadas não apenas nas montanhas-russas da Great Adventure, mas também nas montanhas-russas ao redor do mundo. Mais uma vez, o Great Adventure deu um mal e mais tarde bom exemplo para o mundo dos parques de diversão. No entanto, o acidente não foi bom para o público do parque. O público estava tão baixo, de fato, que em 1987 rumores começaram a se espalhar que o parque fecharia em poucos anos. No final daquela temporada, o parque receberia uma nova montanha-russa com vários loopings mas no final do ano, foi decidido que o Six Flags Great America obteria a montanha-russa, visto que o Great Adventure não era visto como um bom investimento. No final de 1988, o parque estava para perder sua licença para vender alimentos, e o público estava tão baixo que a administração percebeu que uma nova grande inclusão era necessária.
Na primavera de 1988, foi anunciado que o parque ganharia uma nova montanha-russa. O Sarajevo Bobsleds foi removido para dar lugar a uma nova montanha-russa, The Great American Scream Machine, que foi aberta em abril de 1989. Esta montanha-russa possuía múltiplos loopings e por um mês foi a montanha-russa mais alta no mundo e deixou o parque novamente com cinco montanhas-russas. A atração transformou completamente o futuro do parque, atraindo novos visitantes. Milhares de pessoas vieram brincar na nova atração, e pode-se dizer que o The Great American Scream Machine salvou o parque de um fechamento (ironicamente, The Great American Scream Machine foi removida em 2010 para dar lugar à nova montanha-russa do Lanterna Verde).
Em 1990, como parte do programa de rotação de atrações, uma montanha-russa de pé com looping chamada Shockwave foi incluída no parque. A Shockwave havia operado anteriormente no Six Flags Magic Mountain. No entanto, o Ultra Twister foi removido no final de 1989 e enviado para o Six Flags Astroworld para a temporada de 1991, mantendo o número de montanhas-russas no parque em cinco. Em 1991, o parque incluiu um grande complexo de toboáguas "secos". Embora os visitantes se molhassem, eles poderiam brincar com roupas normais ou de banho. Esses toboáguas tinham como tema os rios do mundo. O Roaring Rapids, bem como a segunda atração aquática no parque, foram incorporados neste complexo. O Roaring Rapids tornou-se Congo Rapids, e a The Hydro Flume tornou-se a Zambezi Falls.

### Era Time Warner (1990–1997)
Em 1990, a Time Warner adquiriu uma participação de 19,5% no Six Flags, e no final de 1991 adquiriu mais 30,5%, conseguindo 50% da propriedade da corporação, com o restante dividido igualmente pelos parceiros The Blackstone Group e Wertheim Schroder. A Time Warner usou a oportunidade para divulgar e promover seus filmes através dos parques Six Flags. A Time Warner comprou o restante 50% em 1993, então em 1995 vendeu 51% da corporação para a Boston Ventures. A Time Warner, no entanto continuou a administrar os parques até 1997.
Em 1992, a área ocidental da Fun Fair área do parque foi retematizado para Action Town, e depois para Movietown em 1993. Um show de ação do Batman foi adicionado e anunciado que uma nova montanha-russa invertida chamada Batman The Ride seria incluída. Lightning Loops foi inaugurada para a primeira metade da temporada mas foi desmontada no final de julho para iniciar a construção de Batman. A montanha-russa foi vendida para a Premier Parks, que na época era uma empresa diferente da Six Flags (que posteriormente compraria a Six Flags). A Premiere Parks colocou um dos trajetos da Lightnin Loops em Frontier City localizada em Oklahoma City e ainda opera hoje. A Premiere Parks colocou a outra trilha da Lightning Loops no parque em Largo, Maryland (próximo a Washington, DC), então chamada de Adventure World. Aquela trilha foi renomeada para Python, que seria removida em 1999. No final de 1992, a montanha-russa Shockwave foi removida como parte do Programa de Rotação de Atrações do Six Flags. A Shockwave seria enviado para o Six Flags Astroworld e seria reaberta lá em 1994 como Batman The Escape. Então no final de 1992 o parque possuía apenas três montanhas russas.
Batman, projetada por Bolliger & Mabillard, foi inaugurada na primavera de 1993, trazendo o número de montanhas-russas de volta para quatro. Em 1994, um simulador foi incluído. Inicialmente, ele era uma atração com tema de avião voando mas desde então mudou para um tema de halloween no outono. Um tema de dinossauro tridimensional também foi usado nesta atração. Por alguns anos, ele operou como uma atração do Bob Esponja e depois como Fly Me To The Moon. Para a temporada 2010, a atração não funcionou e o edifício permaneceu vago para uso futuro.
Em 1995, houve a inclusão da Viper, uma montanha-russa com espiral e looping semelhante a Ultra Twister e no antigo local da Ultra Twister, trazendo o número de montanhas-russas de volta para cinco. Em 1996, houve a inclusão de uma montanha-russa pequena chamada Skull Mountain. Em 1997, uma montanha-russa dupla de vários loopings chamada Batman & Robin: The Chiller foi construída mas abriu somente por um dia e encontrou mais dificuldades técnicas. Esta montanha-russa acabou não abrindo novamente até a primavera de 1998. Esta montanha-russa era um pouco rústica e foi conhecida como "metaleira" assim como a Viper, e em menor medida a The Scream Machine. A The Mine Train and Rolling Thunder também eram atrações ásperas. Muitas atrações foram removidas com o passar dos anos e o parque estava mostrando sinais de desgaste, assim como atrações obsoletas.

### Era Premier (1998–2005)
A Premier Parks comprou o Six Flags da Time Warner e Boston Ventures em 1º de abril de 1998. No ano seguinte, a nova equipe de administração adicionou uma dezenas de atrações ao parque. O complexo Adventure River foi aposentado mas a atração de splash e a Congo Rapids permaneceram. Um playground infantil de água também permaneceu como parte da nova área infantil chamada Seaport. Uma pequena montanha-russa chamada Blackbeard's Lost Treasure Train bem como uma montanha-russa infantil chamada Road Runner Railway também foram incluídas, mas a atração principal era uma montanha-russa de aço sem piso e com múltiplos loopings chamada Medusa.
Nenhuma mudança foi feita no parque em 2000, mas na propriedade em um estacionamento separado, um parque aquático chamado Hurricane Harbor foi construído e aberto no final de maio. Ele também possuía portões separados e cobrava um ingresso separado do Great Adventure. O parque consiste de uma dezena de toboáguas, um playground aquático e uma piscina de ondas.
Em 2001, o parque incluiu outra montanha-russa famosa chamada Nitro. Em 2002, Batman & Robin: The Chiller foi renovada e novos trens que não prejudicavam os ombros foram incluídos, tornando-a uma atração mais suave. Em 2003, Superman: Ultimate Flight foi incluída. Modelos exatos dele são encontrados no Six Flags Over Georgia e Six Flags Great America. Em 2004, novas travas foram incluídas na Runaway Mine Train e a atração adicional erUPtion foi incluída ao Boardwalk.
Em 2005, o parque incluiu a montanha-russa mais alta do mundo, chamada Kingda Ka, e também desmontou a Viper. Com a inclusão da Kingda Ka, a entrada para os detentores de passes anuais foi fechada pois a montanha-russa passava por cima dela. Uma nova área de playground chamada Balin's Jungleland foi incluída. Em 2006, uma montanha-russa de madeira chamada El Toro foi incluída no local antigamente ocupado pela Viper, junto com uma nova área temática e outra área de atrações infantis, para substituir a Bugs Bunny Land que foi aposentada no final de 2004.

### Era Shapiro (2006–2010)
No final de 2005, uma batalha resultou em dois grandes acionistas assumindo o controle do Conselho do Six Flags. O Premier Group foi deposto em dezembro e o novo conselho indicou Mark Shapiro como CEO. Em 2007, o parque incluiu o Wiggles World e removeu Batman & Robin: The Chiller. No entanto, a atração fechou em definitivo em 28 de junho devido a problemas técnicos com a atração. A desmontagem ocorreu em setembro. Além disso, o caminho que levava ao Chiller foi bloqueado e algumas atrações incluindo Freefall, Splashwater Falls/Movietown Water Effect, entre outras foram removidas.
Em 2008, na área ocupada pelo Movietown Water Effect, uma nova pequena montanha-russa chamada The Dark Knight foi incluída. O simulador terminou com o seu tema de Bob Esponja em troca de Fly Me To The Moon. Também foi incluída na programação a parada Glow in the Park Parade.
A Medusa passou por uma reforma e retornou em 2009 como "Bizarro", uma nova versão da mesma atração. A montanha-russa inteira, a estação e os elementos temáticos foram todos trocados e repintados para combinar com o novo tema da atração. As tirinhas do Bizarro foram colocadas junto às filas e efeitos especiais e de áudio foram adicionados à atração. A reforma levou o público de volta à atração que estava começando a perder seu charme e popularidade original.

### Era Switlik (2010–presente)

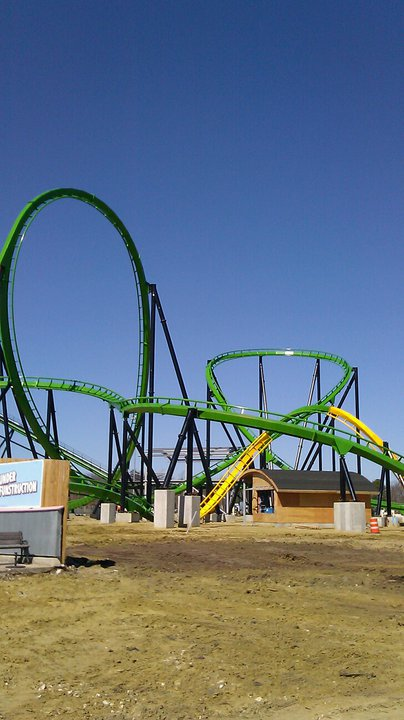
Construção do Lanterna Verde

O controlador do parque temático Six Flags emergiu de uma falência em 2008-2010 com Al Weber Jr. Como um CEO interino, posteriormente substituído por Jim Reid-Anderson em agosto de 2010. A controladora também transferiu sua sede de Nova Iorque de volta para o Texas, onde a empresa começou.
Para a temporada de 2010, o simulador Fly Me To The Moon não reabriu e não foi substituído por nada, permanecendo vago. Em abril de 2010, começaram rumores de que o Great American Scream Machine seria removido no final da temporada. Em meados de junho, houve rumores de que a montanha-russa seria removida em 1º de julho. Esta data chegou e nada aconteceu, mas em 5 de julho de 2010, via Facebook, o Six Flags confirmou os rumores da remoção do Great American Scream Machine em 18 de julho de 2010. A atração fechou nesta data e foi demolida imediatamente depois para dar lugar a "uma nova atração em 2011". Em 16 de setembro de 2010, o parque anunciou que o Green Lantern, uma montanha-russa de pé antigamente conhecida como Chang, do parque Six Flags Kentucky Kingdom que foi fechado, seria inaugurado na seção Boardwalk para a temporada de 2011. A subida do Green Lantern e a primeira queda corriam paralelamente à subida do Superman Ultimate Flight, o que envolveu a demolição da seção raramente usada do estacionamento preferencial.
No final de 2010, o Six Flags começou o processo de remover os temas licenciados das atrações. Eles terminaram algumas licenças incluindo a de The Wiggles. O Wiggles' World foi renomeado e retematizado como Safari Kids a tempo da temporada 2011. Também em 2011, a erUPtion foi removida. A construção do novo Funtime Slingshot, em substituição ao erUPtion, começou em meados de junho de 2011 e foi recentemente concluída algumas semanas depois.
Em 2012, o  Great Adventure introduziu o SkyScreamer, uma atração de 74 metros da Funtime que eleva os visitantes em um círculo de 30 metros com velocidades de mais de 69 km/h e que abriu na primavera de 2012, junto com carrinhos de bate-bate, elefantes voadores que abriram na nova área Adventure Alley (antigamente Fantasy Forest, ao redor do Big Wheel). Em 13 de fevereiro de 2012, o Six Flags Hurricane Harbor em New Jersey anunciou uma nova grande atração de água, King Cobra,que seria a primeira do tipo nos Estados Unidos. A atração Falls no Hurricane Harbor seria transformada e receberia uma estreia em 2012, mas mais tarde foi cancela para a nova atração King Cobra. Além disso, em 2012, o Six Flags Great Adventure removeu duas de suas quatro barracas de comida Johnny Rockets, uma localizada em Plaza Del Carnival e a outra no Boardwalk. Ambas foram substituídas por uma nova barraca chamada Totally Kickin' Chicken.
Em 30 de agosto de 2012, o Six Flags combinou seu Great Adventure Park de 160 acres com o parque animal Wild Safari de 350 acres para formar o Great Adventure & Safari park, de 510 acres, o maior parque temático no mundo – 10 acres maior que o Disney's Animal Kingdom.
Em 29 de agosto de 2013, o Six Flags anunciou oficialmente a inclusão do Zumanjaro: Drop of Doom para a temporada 2014, uma torre de queda livre a ser construída nos suportes verticais da Kingda Ka, bem como a remoção da Rolling Thunder em 8 de setembro.
Em 28 de agosto de 2014, o Six Flags anunciou oficialmente a inclusão da Looping Dragon para a temporada 2015. Há rumores de que a Looping Dragon seria uma variante de 21 metros da atração Larson Fire Ball. Vários sites de terceiros expressaram uma opinião negativa contra esta decisão, visto que o Six Flags supostamente divulgou esta atração como uma "Montanha Única de Sete Andares de Altura".

## Listas de atrações

### Main Street
A Main Street serve como o portão de entrada do Six Flags Great Adventure. Ela era originalmente intitulada Liberty Court, e foi construída quando a entrada para o parque foi transferida de perto de onde está hoje a área Boardwalk para uma localização mais central. A Main Street é tematizada como uma vila americana antiga, por volta do século XVIII. Adições posteriores à Main Street transformaram-na mais em uma vila da virada do século. Na frente está a Freedom Fountain, um popular local de encontro.
Atrações:
| Atração                     | Descrição                                       |
| --------------------------- | ----------------------------------------------- |
| Main Street Market          | Lembranças do Six Flags, remédios e câmeras     |
| Looney Tunes Shoppe         | Lembranças do Looney Tunes e da Liga da Justiça |
| Sweet Treats                | Doces, caramelos e maçãs doces                  |
| My Six Flags Photo          | Fotos de lembrança da visita                    |
| M-PORIUM                    | Doces M&M'S® e Mars                             |
| The Flash Pass Headquarters | Sistema de reserva de atrações                  |
| Super Hero Cape Cart        | Itens dos super-heróis da DC Comics             |
| Liberty Square Gazebo       | Abriga shows sazonais                           |

### Fantasy Forest

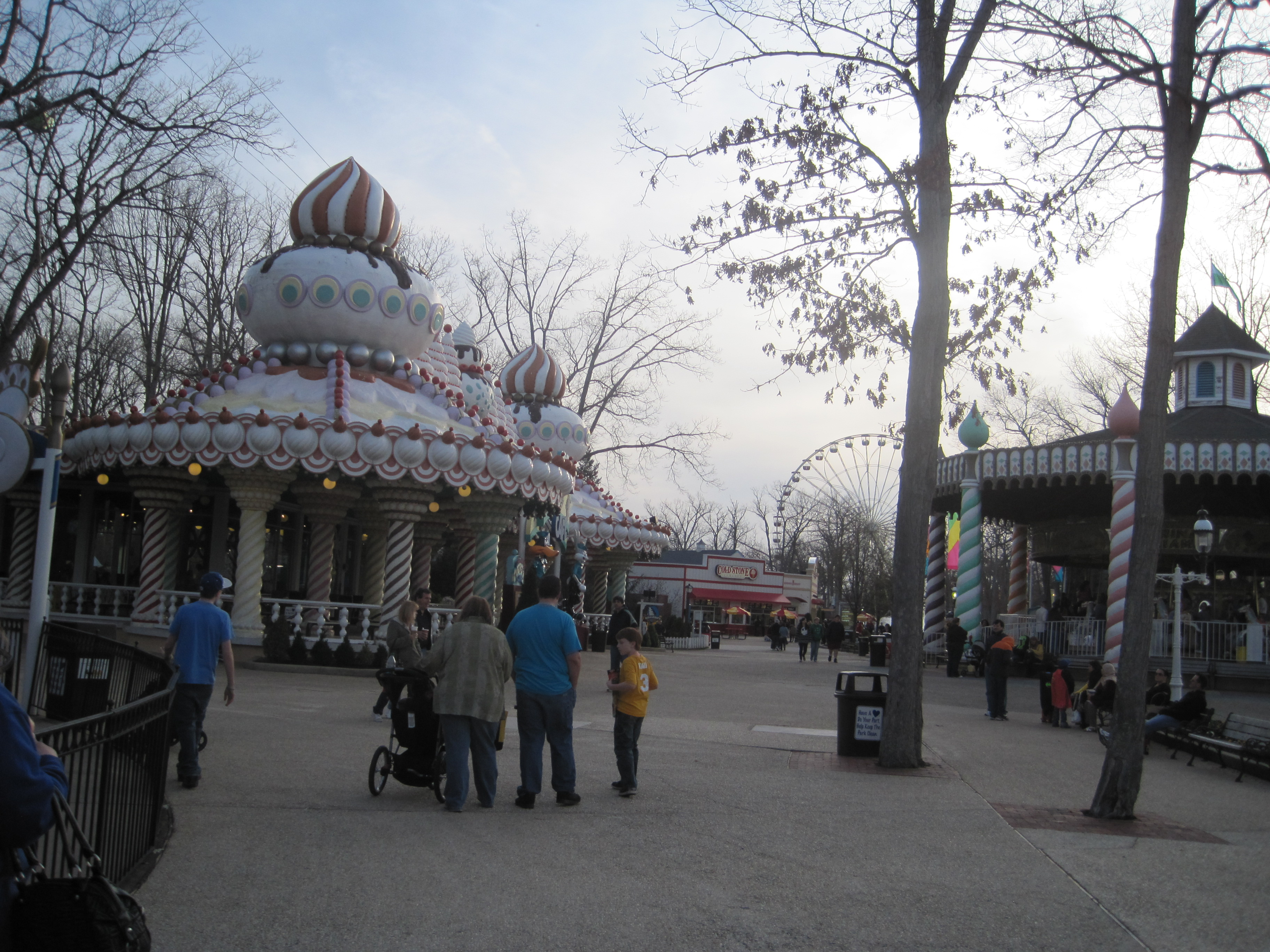
Great Character Cafe

A Fantasy Forest serve como a avenida para o parque, e era originalmente parte da entrada. A Fantasy Forest foi projetada para deixar seus visitantes se sentirem como crianças, sendo que as cores brilhantes da seção e o design fantástico dão-lhe uma sensação mágica. O Yum Yum Cafe, que foi projetado para parecer um sundae gigante, está nesta área junto com o carrossel colorido da Enchanted Teacups. Originalmente, esta seção foi dividida em duas seções: a Dream Street, o lado leste que conta com o carrossel, e a Strawberry Fair, o lado oeste que conta com a Big Wheel e Fantasy Fling. Durante a aquisição do parque pela Time Warner, essas duas seções do parque foram combinadas em uma. Em 2012, o lado leste permaneceu como Fantasy Forest e o lado oeste foi retematizado e transformado na Adventure Alley. Atrações:
| Atração                | Ano de abertura | Fabricante | Descrição                                                                     |
| ---------------------- | --------------- | ---------- | ----------------------------------------------------------------------------- |
| Houdini's Great Escape | 1999            | Vekoma     | Atração de Madhouse da Vekoma, em uma "mansão" e com um tema de Harry Houdini |
| Carrossel              | 1974            |            | O grande carrossel do parque, no final do que era a Dream Street              |
| Enchanted Tea Cups     | 1996            |            | Atração de xícaras com uma temática fantástica                                |

### Adventure Alley
A Adventure Alley, localizada onde estava a metade direita da Fantasy Forest, foi inaugurada em 2012 junto com o SkyScreamer, da FunTime. A área possui um tema retro e conta com algumas atrações clássicas familiares. Ele foi construído em uma área anteriormente vazia em resposta a reclamações sobre a falta de atrações familiares no parque. A SkyScreamer, a Déjà Vu (uma atração realocada do American Adventures de Geórgia), e o Air Jumbo (um brinquedo de elefantes voadores realocado do Balin's Jungleland no Golden Kingdom), todas abertos em maio, enquanto o Fender Benders, uma atração de carrinhos de bate-bate, abriu no início de julho. A área foi patrocinada pelo show da Broadway Jersey Boys e, por isso, conta com canções do musical.
Atrações:
| Atração               | Ano de abertura | Fabricante | Descrição                                                                                        |
| --------------------- | --------------- | ---------- | ------------------------------------------------------------------------------------------------ |
| Air Jumbo             | 2012            |            | Atração de elefantes voadores realocado da seção Golden Kingdom do parque                        |
| Fender Benders        | 2012            |            | Atração de carrinhos de bate-bate                                                                |
| Big Wheel             | 1974            |            | Uma grande roda-gigante que já foi a mais alta roda-gigante do mundo                             |
| Déjà Vu               | 2012            |            | Uma atração acompanhada por música                                                               |
| SkyScreamer           | 2012            | Funtime    | Um modelo Starflyer da Funtime que chacoalha os visitantes a 72 metros de altura no ar a 70 km/h |
| Adventure Alley Games | 2012            |            | Jogos de destreza para as famílias                                                               |
| Kingpin Bowl-A-Rama   | 2012            |            | Um mini-jogo de boliche (atração a parte)                                                        |

### Adventure Seaport
O Adventure Seaport foi introduzido para a temporada 2011. Ele é constituído de duas áreas infantis – o Looney Toons Seaport, e o Safari Kids, além de uma pequena seção do parque antigamente parte do Movietown. As atrações no Looney Toons Seaport e Safari kids não estão incluídas na lista de atrações abaixo mas estão em suas próprias listas.
Atrações:
| Atração      | Ano de abertura | Fabricante           | Descrição                                                                                            |
| ------------ | --------------- | -------------------- | --- |
| Congo Rapids | 1981            | Intamin              | Corredeira; Congo Rapids foi uma das primeiras do tipo a abrir no mundo.                             |
| Nitro        | 2001            | Bolliger & Mabillard | Montanha-russa de 70 metros de altura, considerada a terceira melhor montanha-russa de aço do mundo. |

#### Safari Kids
O Safari Kids foi incluído em 2011. Ele era conhecido como Wiggles World de 2007 a 2010. A maior parte das atrações foram retematizadas do Looney Tunes Seaport, enquanto a própria seção substituiu uma parte antiga do Looney Tunes Seaport e a atração Riptide. A área foi renomeada e retematizada como Safari Kids para 2011 quando os direitos do parque de utilizar a marca Wiggles expirou.
Atrações:
| Atração           | Ano de abertura | Descrição |
| ----------------- | --------------- | --- |
| Adventure Theater |                 | Shows infantis |
| Air Safari        | 2007            | A única atração incluída com o Wiggles World em 2007. Originalmente chamada de Big Red Planes e retematizada em 2011. |
| Bugaboo           | 1976            | Uma atração infantil antigamente localizada na seção temática Balin's Jungleland |
| Jumpin' Joey      | 1999            | Uma torre de queda livre para crianças que originalmente abriu como Sylvester's Pounce and Bounce e mais tarde foi chamada de Bouncin' With Wags. Retematizada em 2007 para Wiggles World e em 2011 para Safari Kids.                      |
| Raja's Rickshaws  | 1982            | Uma atração infantil transferida da seção temática Balin's Jungleland. |
| Safari Tours      | 1999            | Uma atração de carros que originalmente foi inaugurada como Taz's Seaport Trucking Company e mais tarde passou a se chamar Big Red Cars. Retematizada em 2007 para Wiggles World e em 2011 para Safari Kids.                               |
| Sky Zooma         | 1999            | Uma atração infantil de balões que originalmente abriu como Elmer Fudd's Seaport Weather Balloons e mais tarde passou a se chamar Dorothy's Racing to the Rainbow. Foi retematizada em 2007 para Wiggles World e em 2011 para Safari Kids. |

#### Looney Tunes Seaport
Esta seção infantil do parque, baseada nos personagens Looney Tunes, foi inaugurada em 1999.
Atrações:
| Atração                     | Ano de abertura | Descrição                                                        |
| --------------------------- | --------------- | ---------------------------------------------------------------- |
| Bugs Bunny Barnstormer      | 1999            | Uma atração com tema de aviões que gira em dois eixos separados. |
| Daffy's Deep Diver          | 1999            | Uma atração tematizada de submarino                              |
| Pepe Le Pew's Hearts Aweigh | 1999            | Uma atração de xícaras em miniatura                              |
| Road Runner Railway         | 1999            | Uma montanha-russa infantil construída pela Zamperla.            |
| Taz's Tornado               | 1999            | Uma atração com movimentos.                                      |

### Movie Town
Esta seção localiza-se onde costumava estar as seções "Fun Fair" e "Action Town". Ela é tematizada como um estúdio de Hollywood, com edifícios hollywoodianos e atrações e lojas com temática de filmes. A maior parte das atrações incluem personagens da D.C. Comics (Batman e Robin, Liga da Justiça). Com o passar dos anos, muitas das propagandas de filmes foram removidas, e todas as atrações mais simples nesta seção do parque foram movidas ou desmontadas, deixando a seção com apenas duas montanhas-russas. A inclusão da Dark Knight Coaster significou a remoção do The Movietown Water Effect, uma atração de splash temática. Batman and Robin: The Chiller e Stuntman's Freefall (uma atração de queda livre da Intamin) já haviam sido removidas. Então agora a seção está relativamente vazia. A Nitro foi incluída em Movietown até a temporada de 2011, quando ela tornou-se parte do Adventure Seaport.
| Atração                 | Ano de abertura | Fabricante           | Descrição |
| ----------------------- | --------------- | -------------------- | --- |
| Studio 28 Arcade        | 1978            |                      | Troca tickets de jogos por prêmios (antigamente conhecido como Skeeball Barn)                                                  |
| The Dark Knight Coaster | 2008            | Mack Rides           | Pequena montanha-russa fechada temática. A montanha-russa abriu em 2008 para coincidir com a estreia do filme The Dark Knight. |
| Batman: The Ride        | 1993            | Bolliger & Mabillard | A segunda instalação da montanha-russa invertida do Batman B&M                                                                 |
| Showcase Theater        |                 |                      | Abriga shows musicais |
| Movietown Arena         |                 |                      | Abriga eventos especiais |

### Lakefront
Lakefront, como seu nome sugere, é encontrado à direita do lago no fundo da propriedade. As atrações e estruturas em Lakefront todos têm tema náutico. A seção também inclui um restaurante Panda Express.
| Atração                          | Ano de abertura | Fabricante | Descrição |
| -------------------------------- | --------------- | ---------- | --- |
| Blackbeard's Lost Treasure Train | 1999            | Zierer     | Montanha-russa familiar com tema de trens de mina.                                                                         |
| Buccaneer                        | 1980            |            | Navio viking tematizado como navio pirata.                                                                                 |
| Jolly Roger                      | 1999            |            | Atração que gira, com um grande sinal de caveira                                                                           |
| Skull Mountain                   | 1996            | Intamin    | Montanha-russa no escuro.                                                                                                  |
| Skyway                           | 1974            |            | Teleférico aéreo realocado da Feira Mundial de 1964 para a Frontier Adventures                                             |
| Swashbuckler                     | 1974            |            | Foi realocada e repintada algumas vezes, aberta como "Super Round Up". Formalmente conhecido como Fantasy Fling e Tornado. |
| Fort Independence                | 1974            |            | Abriga shows aquáticos |
| Festival Stage                   | 1974            |            | Abriga shows musicais |
| Great Lake Grandstand            | 1974            |            | Abriga shows de esqui aquático, localizado do lado do Great Lake                                                           |

### Frontier Adventures

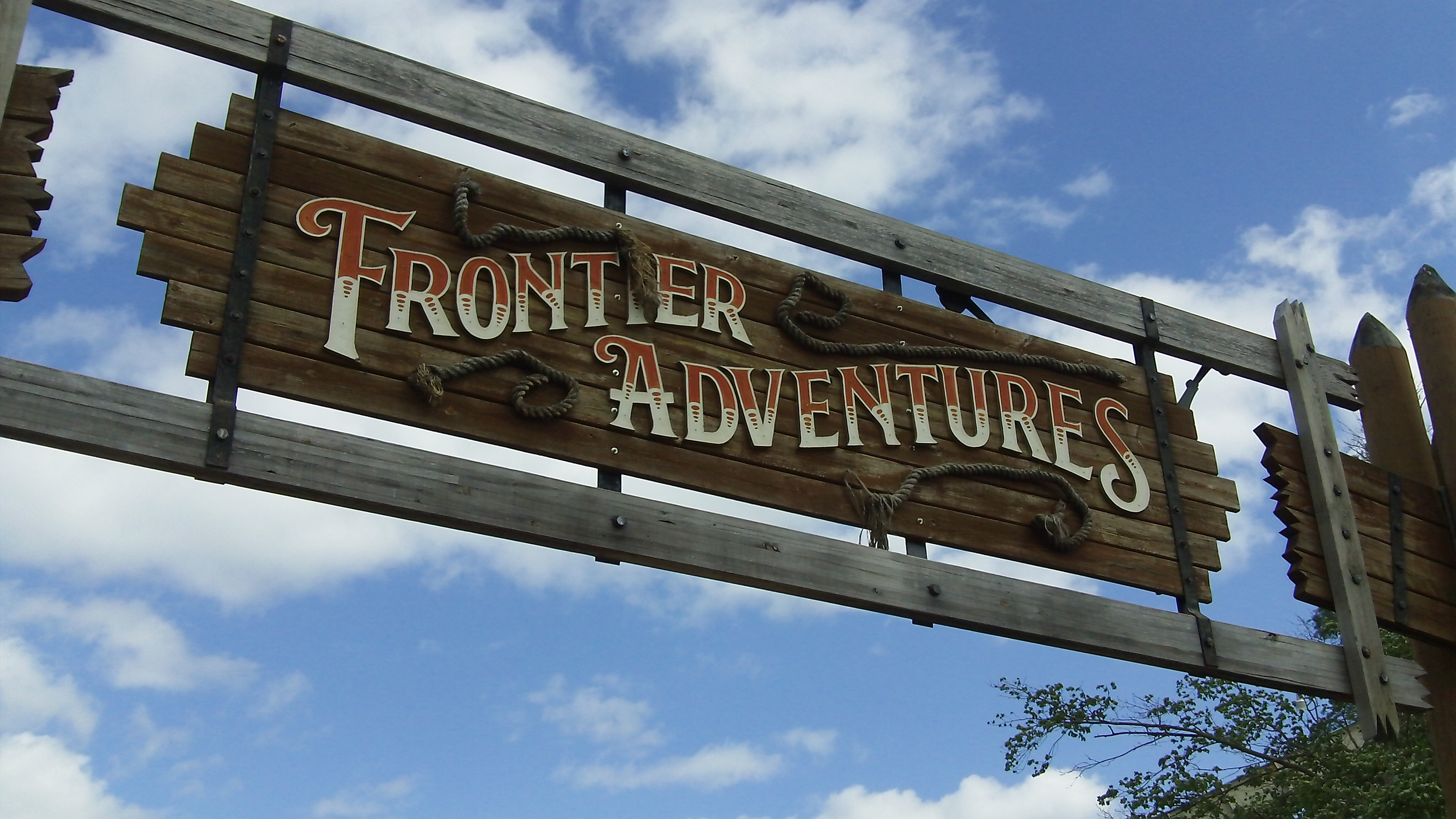
O portal para Frontier Adventures

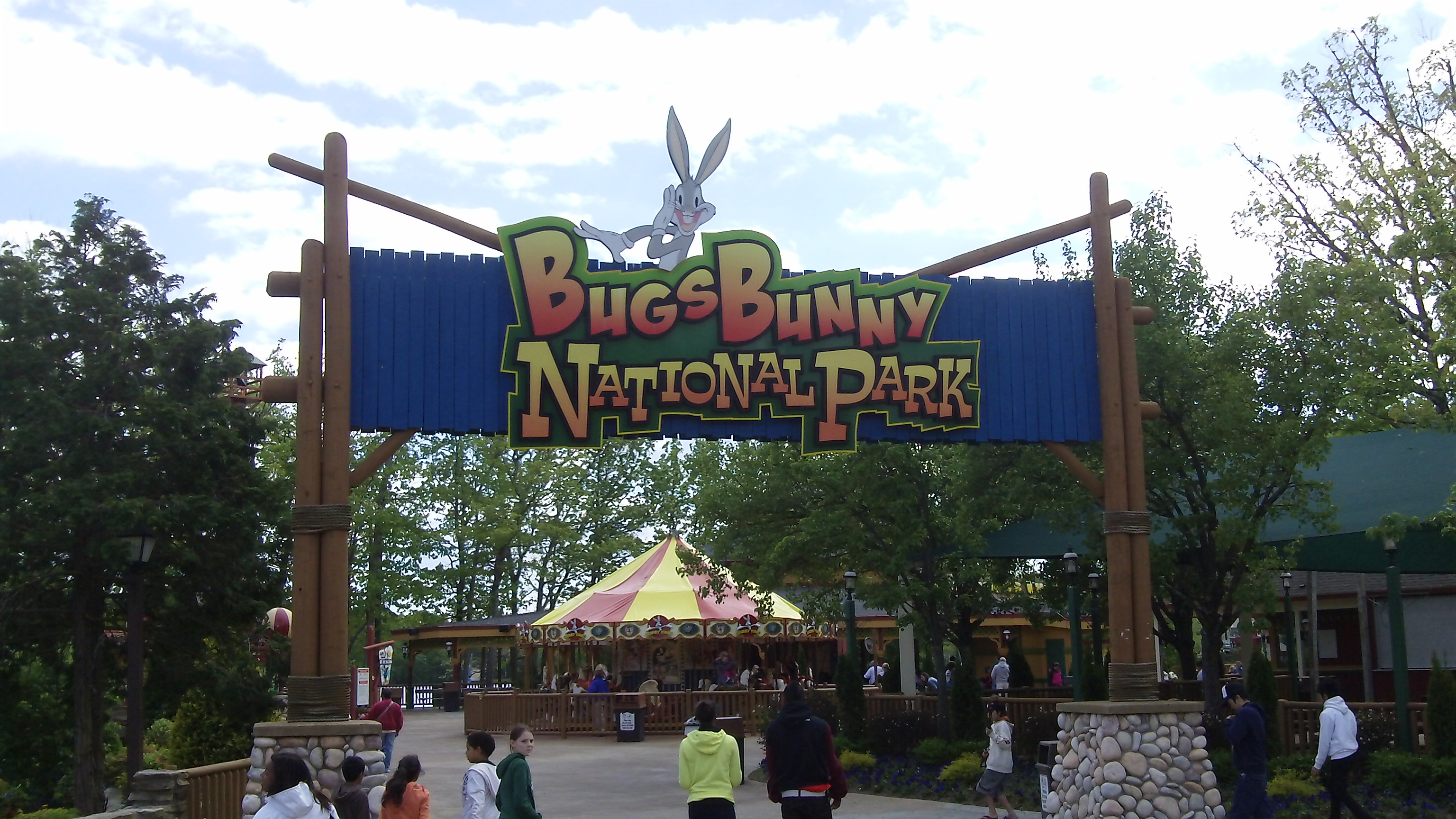
A entrada para o Bugs Bunny National Park

Antigamente conhecido como "Best of the West" e "Rootin' Tootin' Rip Roarin'", a seção do parque com tema de Velho Oeste é muito pitoresca. Ela abriga muitas das estruturas mais famosas do parque, incluindo o Fort e o restaurante Best of the West, bem como algumas das atrações populares do parque. Em 2009, Bizarro foi inaugurada (antigamente Medusa, aberta em 1999) nesta seção e questionada sobre como se relaciona com o Velho Oeste, a Bizarro recebeu uma história de fundo, que se relaciona com a conquista da Mina de Medusa. A Frontier Adventures conta com o restaurante Best of the West, um dos restaurantes mais populares no parque. A Frontier Adventures agora abriga a estação Safari Off Road Adventure. Ela permanece na antiga localização da Super Teepee e do Conestoga Wagon.
| Atração                   | Ano de abertura | Fabricante           | Descrição |
| ------------------------- | --------------- | -------------------- | --- |
| Safari Off Road Adventure | 2013            |                      | Safari Off Road Adventure é uma atração de safári. Ele substitui o WIld Safari, que fechou em 30 de setembro de 2012. Os 1,4 km² do Wild Safari se juntaram ao Gread Adventure para criar um único parque em 2013, tornando o Six Flags Great Adventure o maior parque temático no mundo com 2,1 km². |
| Camp Aventura             | 2014            |                      | No Safari, pode-se alimentar girafas ou brincar na tirolesa por um valor adicional, além de encontrar com animais exóticos. |
| Bizarro                   | 1999            | Bolliger & Mabillard | Montanha-russa sem piso com 7 inversões |
| Runaway Mine Train        | 1974            | Arrow Development    | Um trem de mina, a primeira montanha-russa do parque. Os visitantes entram em "The Fort", e viajam em uma aventura por uma floresta e sobre um lago. |
| Skyway                    | 1974            |                      | Transferido da Feira Mundial de 1964, originalmente viajaria quase duas vezes a distância que ele viaja agora. Entra-se no "The Fort" e sai no Lakefront. Em 2011, além dos carrinhos vermelho e azul, a Sky Ride repintou os novos carrinhos, que agora também eram amarelos, verdes e marrons.      |
| Saw Mill Log Flume        | 1974            |                      | O brinquedo de splash do parque, com barcos temáticos como troncos que levam os visitantes ao redor de uma ilha. |

#### Bugs Bunny National Park
O Bugs Bunny National Park foi aberto em 2006 junto com o El Toro. Ele possui uma série de atrações com tema de campo , todas em uma área rústica no lago. As atrações incluem Bugs Bunny Camp Carousel, Bugs Bunny National Water Park Tower, Bugs Bunny Ranger Pilots, Daffy Duck's Hot Air Balloons, Porky Pig Camp Wagons e Wile E. Coyote Canyon Blaster.
| Atração                              | Ano de abertura | Descrição |
| ------------------------------------ | --------------- | --- |
| Bugs Bunny Camp Carousel             |                 | Um carrossel, tematizado com pôsters de diferentes desenhos do Bugs Bunny, incluindo o "Knighty Knight Bugs". |
| Bugs Bunny National Water Park Tower | 2006            | Uma torre de reservatório de água pingando que pode deixar os visitantes molhados.                            |
| Bugs Bunny Ranger Pilots             |                 | Uma das muitas atrações de avião no parque.                                                                   |
| Daffy Duck's Hot Air Balloons        |                 | Uma atração circular de balões.                                                                               |
| Porky Pig Camp Wagons                |                 | Uma atração circular de wagons.                                                                               |
| Wile E. Coyote Canyon Blaster        |                 | Uma atração com tema de carros de corrida                                                                     |
| Wilderness Theater                   | 1974            | Abriga o show infantil do Looney Tunes                                                                        |
| Plymouth Rock Assurance Arena        | 1974            | Abriga eventos especiais, concertos e tours                                                                   |

### Plaza del Carnaval
Esta área era originalmente parte de Frontier Adventures, e também era chamada de "Hernando's Hideaway" para a abertura da Rolling Thunder. Esta seção do parque possui fortes influências espanholas, incluindo músicas, luzes e várias estruturas como a estação do El Toro. A área inteira é muito festiva e é repleta de cores vibrantes e construções com telhados espanhóis.
| Atração | Ano de abertura | Fabricante | Descrição |
| ------- | --------------- | ---------- | --- |
| El Toro | 2006            | Intamin    | Uma montanha-russa pré-fabricada de madeira. Foi votada uma das melhores montanhas-russas de madeira pelo The Golden Ticket Awards em 2012. |
| Tango   | 2006            |            | Atração radical que gira para famílias |

### Golden Kingdom
O Golden Kingdom foi aberto em 2005 com o Kingda Ka onde era a Bugs Bunny Land,a antiga seção infantil do parque. Esta seção do parque é tematizada com muitos bambus, templos de pedra e outras coisas.
| Atração                 | Ano de abertura | Fabricante | Descrição |
| ----------------------- | --------------- | ---------- | --- |
| Kingda Ka               | 2005            | Intamin    | A maior montanha-russa do mundo. Tematizada com o tigre-de-bengala, a fila leva os visitantes por bambuzais. |
| Zumanjaro: Drop of Doom | 2014            | Intamin    | A maior queda livre do mundo, os visitantes podem ver a paisagem de Filadélfia em dias ensolarados.          |
| Splashwater Oasis       | 2005            |            | Estrutura de playground com água com tema de floresta                                                        |
| Safari Discoveries      | 2011            |            | Os visitantes podem ver de perto uma variedade de diferentes animais de kinkachoos a leões marinhos          |
| Baboons Exhibit         | 2014            |            | Pode-se ver babuínos de perto                                                                                |
| SeaFari Theater         | 2014            |            | Pode-se ver as pequenas garras das lontras asiáticas de perto                                                |

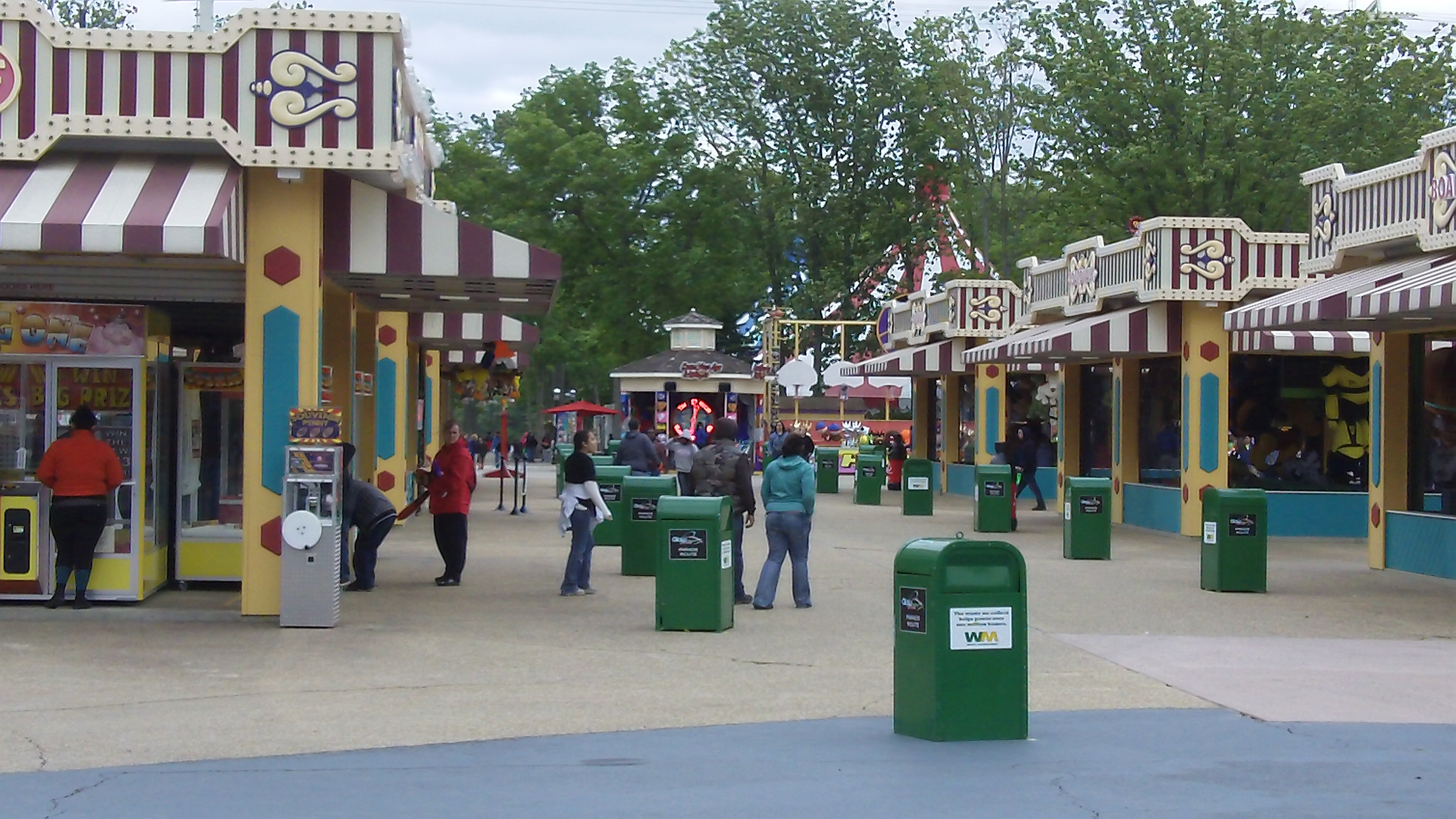
Boardwalk Games Center

O Golden Kingdom também abriga três lhamas, que estão perto da entrada para esta área em Aldabra Island, antigo lar das tartarugas aldabra. Espera-se que o Goden Kingdom receba uma expansão, visto que um dos seus caminhos principais na área está fechado.

### Boardwalk
Antigo Fortune Festival, a seção Boardwalk de Great Adventure possui jogos normalmente encontrados em festivais, restaurantes etc. Esta área do parque também possuía um tema da Base da Força Aérea de Edwards, e muitos elementos temáticos da época ainda existem hoje, incluindo a torre de paraquedas.
| Atração                                           | Ano de abertura | Fabricante           | Descrição |
| ------------------------------------------------- | --------------- | -------------------- | --- |
| Boardwalk Games Center                            | 1975            |                      | Jogos de fliperama                                                                                                  |
| Dare Devil Dive                                   | 1996            |                      | Skycoaster, custo a parte                                                                                           |
| Games Square                                      | 1975            |                      | Concorre-se a prêmios em jogos de festivais                                                                         |
| Great American Road Race                          | 1999            |                      | Karts, custo a parte                                                                                                |
| Green Lantern                                     | 2011            | Bolliger & Mabillard | Montanha-russa de pé, com cinco inversões. Antigamente localizado no Six Flags Kentucky Kingdom com o nome de Chang |
| Parachute Training Center: Edwards AFB Jump Tower | 1984            |                      | Queda suave de 23 andares                                                                                           |
| Rockwall                                          |                 |                      | Atração de parede de pedras                                                                                         |
| Slingshot                                         | 2011            |                      | Atração com custo a parte                                                                                           |
| Superman: Ultimate Flight                         | 2003            | Bolliger & Mabillard | Montanha-russa com duas inversões                                                                                   |
| The Twister                                       | 1999            |                      | Top spin |

## Restaurantes
- The Best of the West – Costeletas de porco, hamburgers, frango grelhado, salada, cerveja – Frontier Adventures
- Nathan's Famous – The Boardwalk
- Johnny Rockets – Main Street Frontier Adventures, Plaza Del Carneval
- Primo's Pizzeria Featuring Famous Famiglia – The Golden Kingdom, MovieTown e Main Street
- Panda Express – Lakefront
- Carnegie Deli – bife, pastrami, peru, sanduíche de rosbife, saladas, picles, sobremesas – Main Street
- Cold Stone Creamery – Main Street, Movietown, Golden Kingdom
- Ben and Jerrys – Fantasy Forest, The Boardwalk e dentro do Yum Yum Cafe
- Yum Yum Cafe, antigo Yum Yum Palace e mais tarde Great Character Cafe, em um prédio decorado com moldes de fibra de vidro na forma de sorvete e doces.[19][20][21][22] in the Fantasy Forest, offering "hamburgers, chicken fritters, fries, salads"[23]
- Johnny Rockets/Papa Johns – Looney Tunes Seaport
- Backlot – comida tradicional – Movietown
- Granny's Country Kitchen – frango frito – Fantasy Forest
- Garden State Grill – Variedade de hamburgers, incluindo o Jersey Burger - The Boardwalk
- Mama Flora's Cucina – comida italiana – Adventure Alley
- La Cocina – Mexican food – Plaza Del Carnaval
- New England Hot Dog – Hot dog Premium com coberturas – Looney Toons Seaport
- Coca-Cola Freestyle – Bebidas Coca-cola com sabor ao gosto do cliente – Fantasy Forest
- "Sweet Cakes & Cones" - Funnel cakes e sorvetes (aberto à noite) - "Main Street"
- "Cyber Cafe" - Funnel cakes, café e acesso à internet - "Main Street"
- "Dippin' Dots - Sorvete - "Main Street"
- "Main Street Pub" – Frango, fritas e cerveja - "Main Street"
- "Liberty Pub" – Cerveja e vinho- "Main Street"
- "Lakefront Snacks" - Pretzels, pipoca, churros e bebidas - "Main Street"
- "Main Street Snacks" - Pretzels, pernas de peru, pipoca e bebidas - "Main Street"
- "Fountain Drink" – Salgados e Slurpee®
- Adventure Alley Snacks – Frango frito, purê de batata, saladas e cerveja, com ar condicionado

## Linha do tempo do parque
| Year | Eventos | Imagem                          |
| ---- | --- | ------------------------------- |
| 1974 | Safari Park e Enchanted Forest (parque de diversão) abertos. Atrações: carrossel, Sky Ride, Giant Wheel, Super Round Up, Runaway Mine Train, log flume, Flying Wave, Traffic Jam, Swiss Bob, Calypso, Matterhorn, Woodland Express, Grand Prix, Pretty Monster, carros antigos e Big Fury. | Ficheiro:Runaway Mine Train.jpg |
| 1975 | Atrações incluídas: Jumbo Jet, Enterprise, Poland Spring Plunge, Lil' Thunder, Super Cat, Schwabinchen, Wild Rider. |                                 |
| 1976 | Atrações incluídas: Musik Express substitui Happy Feeling petting zoo; Pretty Monster movido para o local atual do brinquedo das xícaras. |                                 |
| 1977 | Atrações incluídas: Monster Spin substitui Pretty Monster no local atual do brinquedo das xícaras, Gondola (incluída e depois removida no final da temporada) |                                 |
| 1978 | Atrações incluídas: Lightnin' Loops, Wild Rider, Scrambler, Haunted Castle Across the Moat – uma atração de sustos incluída para o Halloweekends. |                                 |
| 1979 | Atrações incluídas: Rolling Thunder, Spin Meister [depois removida], segundo lado do Haunted Castle construído para a temporada regular; Grand Prix cars retirado no final da temporada. |                                 |
| 1980 | Buccaneer and Adventure Theater incluído; Six Flags Great Adventure Rail Road removido no final da temporada. |                                 |
| 1981 | Roaring Rapids [atual Congo Rapids] incluído; Wild Rider retirado. |                                 |
| 1982 | Joust-a-Bout incluído |                                 |
| 1983 | Bally controla o Six Flags; Stuntman's Freefall e Parachuter's Perch incluídos (o último veio de Six Flags St. Louis) |                                 |
| 1984 | Haunted Castle é destruído por incêndio, matando oito visitantes. Sarajevo Bobsled incluído; trens do Rolling Thunder Coaster 2 correm ao contrário (conhecido como "Rednuht Gnillor") |                                 |
| 1985 | Looping Starship added (mais tarde conhecido como Space Shuttle). |                                 |
| 1986 | Ultra Twister (TOGO) incluída; Matterhorn é retirada e enviada para Six Flags Atlantis em Hollywood, Florida, Swabinchen retirada no final da temporada. |                                 |
| 1987 | Splashwater Falls [mais tarde conhecido como Movie Town Water Effect] incluído; Scrambler transferido para o local do Swabinchen; uma troca administrativa no final de 1987 reenfatizou os valores da família no parque. Na quarta-feira, 17 de junho de 1987, uma jovem de 19 anos chamada Karen Brown, de Chester, PA, caiu de 23 metros de altura e morreu na atração Lightnin' Loops. Ela não estava apropriadamente sentada e a atração desparou. Karen foi declara morta no Hospital Freehold. Uma investigação pelo Departamento do Trabalho do Estado concluiu que a atração estava funcionando normalmente, mas o operador iniciou o brinquedo sem estar seguro o suficiente que todos os passageiros estavam com os procedimentos de segurança cumpridos. |                                 |
| 1988 | Condor é inaugurado no local do Calypso; Sarajevo Bobsled retirado e enviado para Six Flags Great America |                                 |
| 1989 | Great American Scream Machine incluído; Ultra Twister retirado antes do final da temporada e enviado para Six Flags Astroworld |                                 |
| 1990 | Shockwave incluído vindo do Six Flags Magic Mountain |                                 |
| 1991 | Adventure Rivers incluído (retirado em 1999); Condor e Swiss Bob retirados. |                                 |
| 1992 | Time Warner adquire o Six Flags e renomeia a antiga seção Enchanted Forest para "Action Town", construindo uma área de show do Batman; Lightnin' Loops é retirado no meio da temporada e enviado para Adventure World em Maryland e Frontier City em Oklahoma, Shockwave retirado no fim da temporada e enviado para Six Flags Astroworld |                                 |
| 1993 | El Sombrero (Swabinchen) incluído ao Frontier Adventures, Batman: The Ride é aberto em maio; Action Town torna-se Movie Town |                                 |
| 1994 | |                                 |
| 1995 | Viper é inaugurado em junho |                                 |
| 1996 | Skull Mountain, Enchanted Tea Cups, e Lethal Weapon Stunt Show incluídos |                                 |
| 1997 | Dare Devil Dive – um Skycoaster de 47 metros de altura incluído, Batman & Robin: The Chiller é construído mas opera apenas por um curto período nesta temporada |                                 |
| 1998 | Batman & Robin: The Chiller abre regularmente nesta temporada; Adventure Rivers e Sky Pilot são retirados no final da temporada a fim de expandir a oferta de atrações para 1999 |                                 |
| 1999 | Medusa (hoje conhecido como Bizarro), Blackbeard's Lost Treasure Train, Road Runner Railway, Looney Tunes Seaport (área infantil), e Houdini's Great Escape incluídos; uma grande coleção de atrações promovidas como uma "Guerra Contra as Filas" incluem Spinnaker, Time Warp, Pirate's Flight, Evolution, Jumpin' Jack Flash, Pendulum, Rodeo Stampede, Chaos, Twister, e Jolly Roger; "Escape from Dino Island 3D" substitui "Mach 1 Adventure;" Gotham City Carnival of Chaos substitui Batman Returns Stunt Show; Hollywood Animal Actor Show ocupa o Bandstand no lago por uma temporada; Great American Road Race (kart pago a parte) é inaugurado em 1º de março |                                 |
| 2000 | Parque aquático Hurricane Harbor é aberto com um ingresso separado; Six Flags University é aberto no antigo local do campo de bola; Spinnaker removido após o final da temporada. |                                 |
| 2001 | [[Nitro (Six Flags Great Adventure)\|Nitroé aberto em 7 de abril; é inaugurado um Passe Anual; Slingshot e Turbo Force (atrações a parte) inauguram; Viper continua mas não opera pela temporada inteira; El Sombrero, Centrifuge G Force (scrambler), e Time Warp são removidos |                                 |
| 2002 | Pirate's Flight é removido no início da temporada; O Summer of Festivals conta com um novo tema e novas exibições em cada semana durante o verão no parque central; Viper reabre; os trens do Chiller são modificados removendo as restrições aos ombros |                                 |
| 2003 | Evolution é removida antes da temporada começar e é enviada para o Six Flags St. Louis; Superman: Ultimate Flight abre em 17 de abril; ErUPtion (atração a parte) incluída; "Right Stuff Mach 1 Adventure" é trazida de volta para uma temporada; Jumpin' Jack Flash opera somente por algumas horas em 2002 e 2003 e é removida no final da temporada; Pendulum é removida no final da temporada e enviada para o Six Flags Great America |                                 |
| 2004 | SpongeBob SquarePants: The Ride substitui "Right Stuff;" Os suportes de Batman: The Ride são repintado de azul com a trilha de amarelo; os prédios da Main Street são repintados e nova paisagem é adicionada; o Season Pass Entrance e o Bugs Bunny Land são descontinuados no final da temporada |                                 |
| 2005 | Chiller e Great American Scream Machine são repintados; Safari tours leva os visitantes pelo safári através de vans da The Northern Star Arena; A área temática Golden Kingdom é inaugurada com o Balin's Jungleland (área infantil), Temple of the Tiger (exibição de tigres), e Spirit of the Tiger (apresentação educacional com tigres), Kingda Ka é aberto em 21 de maio; Viper é demolida em junho para dar lugar a uma nova montanha-russa; Taz Twister, Rodeo Stampede, e Chaos são removidas (Stampede foi enviado para Six Flags Over Texas) |                                 |
| 2006 | Spin Meister é removido no início da temporada, Red Zone ganha uma batalha sobre o Six Flags e aumenta os preços dos ingressos, estacionamento e outros itens no parque; O Bugs Bunny National Park é aberto em março; A trilha do Runaway Train é repintada de laranja, seus suportes são repintados de vermelho e seus trens recebem novas barras individuais; A abertura do Flying Wave é adiada em dois meses devido à reforma; Plaza Del Carnaval, a seção retematizada espanhola, é aberta antes do Memorial Day, o restaurante Carnegie Deli também é aberto naquele fim de semana na Main Street; El Toro é aberto em 11 de junho; Rolling Thunder é fechado durante a maior parte da primavera e dois de seus quatro trens são usados em um lado durante a maior parte de sua operação; Kingda Ka funciona com somente dois trens durante o ano; o lado do Batman do The Chiller é aberto em 5 de maio pela primeira vez desde 2004, a atração inteira é fechada em 2 de junho e permaneceu fechada pelo resto da temporada após um incidente do lado do Robin; Stuntman's Freefall, Riptide, e Koala Canyon (a última das antigas atrações do Adventure Rivers) são removidas |                                 |
| 2007 | Batman & Robin: The Chiller reabre mas é fechado permanentemente em 28 de junho devido a falhas técnicas; Wiggles World é aberto; Autobahn recebe alguns novos carros; Ben & Jerry's abre três lojas no parque, uma loja do Cold Stone Creamery é adicionado ao edifício Quenchers próximo ao Carnegie Deli, The Great American Hamburger é transformado em Johnny Rockets Express e o Wok & Roll torna-se Panda Express; Kingda Ka possui quatro trens funcionando, todos os quatro trens no Rolling Thunder estão funcionando pela primeira vez desde 2005; Movie Town Water Effect é demolida durante a época fora de temporada. |                                 |
| 2008 | The Dark Knight, uma nova montanha-russa fechada baseada no filme de mesmo nome, é incluída; SpongeBob SquarePants: The Ride é removida para dar lugar a uma nova atração chamada "Fly Me To The Moon;" dois mais Johnny Rockets e mais um Coldstone Creamery abrem no parque; Old Country e Houdini's Great Escape são fechados; o Super Teepee é destruído em uma tempestade e removido; o Six Flags institui uma nova política de cofres para reduzir a quantidade de artigos perdidos trazidos para a estação, os cofres de $ 1 são disponíveis em cada uma das principais montanhas-russas para usar uma vez por até duas horas; Cabanas são disponíveis para aluguel no local da Spin Meister; Space Shuttle e Flying Wave são removidos |                                 |
| 2009 | Medusa passa por uma reformulação completa e torna-se Bizarro, é aberta em 23 de maio; a Big Wheel é repintada para lembrar sua aparência de 1974; Mr. Six retorna e e agora é um personagem no parque, ele tem uma festa em alguns momentos do dia e faz uma pequena dança de manhã quando o parque abre; um cyber café abre próximo ao Carnegie Deli na Main Street. A Parachute Tower é repintada de azul, vermelho, laranja e amarelo em setembro e a Houdini's Great Escape é reaberta exclusivamente para a Fright Fest. |                                 |
| 2010 | Hurricane Harbor inclui um ProSlide Tornado agendado para ser aberto no fim de semana do Memorial Day, o primeiro toboágua do parque aquático em quase uma década. Muitas construções na Main Street são reformadas e recebem novas pinturas. Fly Me To The Moon é fechado na temporada em preparação para uma nova grande atração para a temporada 2011. A The Great American Scream Machine é demolida para dar lugar à montanha russa do Lanterna Verde. |                                 |
| 2011 | Lanterna Verde, uma montanha-russa verde de pé da B&M, é introduzida na ponta do Boardwalk para coincidir com a estreia do filme de mesmo nome da Warner Bros. Sligshot, uma atração com custo a parte, é incluída, substituindo a erUPtion, também no Boardwalk. Tango, uma atração familiar, Bugaboouma atração infantil, e Foghorn Leghorn's Stagecoach Express, um minitrem, são todos reabertos após elas passarem pelo menos uma temporada construídas mas sem funcionar. A Fantasy Fling é repintada de vermelho e renomeada para "Tornado", visto que seu patrocinador era o produto Tornadoes. Coca-Cola Freestyle, um novo restaurante que conta com mais de cem sabores de refrigerante, é inaugurado substituindo Jersey Shore Candy. |                                 |
| 2012 | SkyScreamer é incluído na nova área temática de aventura, junto com o Déjà Vu, bem como Air Jumbo. O Safari é fechado em 30 de setembro. O Safari passa por grandes reformas durante o inverno para unir o Six Flags Great Adventure como uma única propriedade. |                                 |

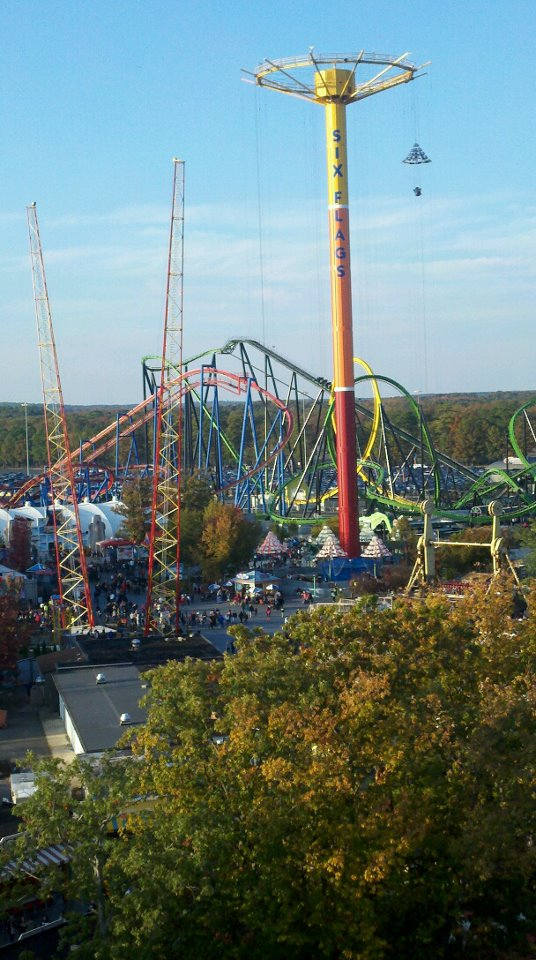

| 2013 | Wild Safari reabre como Safari Offroad Adventures |                                 |
| 2014 | Six Flags Great Adventure inaugura o Zumanjaro: Drop of Doom, que é a maior queda livre do mundo. Ela tem 126 metros e atinge velocidades de até 144 km/4. Ele foi construído de frente para o Kingda Ka. A Rolling Thunder, uma das duas montanhas-russas de madeira, fecha após quase 35 anos de operação. |                                 |

## Golden Ticket Awards
Muitas das montanhas-russas mais radicais do Six Flags Great Adventure foram indicadas para o prêmio anual Golden Ticket Awards do Amusement Today. Abaixo está uma tabela com as montanhas-russas no Great Adventure e sua maior posição no Golden Ticket Awards.
| Montanha-russa   | Posição mais alta |
| ---------------- | ----------------- |
| Nitro            | 3 (2007 – 2012)   |
| El Toro          | 1 (2012)          |
| Medusa (Bizarro) | 9 (1999)          |
| Kingda Ka        | 25 (2008)         |

## Outros prêmios
Em 2012, o Six Flags Great Adventure, junto com o Garden State Film Festival, foi premiado com o Tourism Achievement Award. Ambos receberam o prêmio por suas contribuições para melhorar a economia da área através do uso do turismo.

## Fright Fest
Durante a temporada de halloween, o Six Flags Great Adventure é redecorado com teias de aranha, máquinas de fumaça e outras decorações relacionadas ao Halloween. Os funcionários vestem-se em fantasias assustadoras e assustam os visitantes, como antes era feito no Haunted Castle. A Fright Fest geralmente começa às 6 horas da tarde e as crianças com até 12 anos de idade são encorajadas a dizer a palavra "zombie be good," se elas sentirem que eles estão muito assustadores. A Fright Fest possui alguns dos maiores públicos da temporada. A Fright Fest torna-se mais lotada à medida que se aproxima do Halloween.
Uma das atrações mais populares na Fright Fest todos os anos é a produção teatral da Dead Man's Party, um show de dança ao vivo com música popular que atrai milhares de visitantes para cada show e tem realizado quase que um culto local.
O evento inclui atrações assustadoras pagas. As atrações são Asylum, The Manor, Total Darkness, Voodoo Island, Wasteland, e Crop Circles que é nova para a temporada 2014. Áreas do parque que incluem zumbis são o Main Gate, Circus Psycho e Bone Butcher Terror-tory.